# Centro storico di Bologna
Il centro storico di Bologna è il nucleo più antico della città, delimitato dalla cerchia più esterna e recente delle sue mura, dette la circla. Si estende su 4,5 km² e al suo interno risiedono 53 125 abitanti. Fu anche quartiere autonomo col nome di Centro tra il 1962 ed il 1966.

## Assetto urbanistico
Il centro storico è interamente racchiuso nella terza cerchia muraria di Bologna in ordine cronologico, risalente al Trecento. Demolita in gran parte nei primi anni del XX secolo, oggi sul tracciato esterno ad esse corrono i viali di circonvallazione, che delimitano in modo netto la città storica dall'espansione urbana di XIX e XX secolo.
La pianta urbana risente dell'influsso romano, ancor oggi visibile nella griglia a scacchiera, tuttavia l'impianto predominante è quello di epoca medievale, rimasto sostanzialmente inalterato fino alla risistemazione urbanistica che coinvolse la città tra la fine dell'Ottocento e i primi anni del Novecento.
Essa si articola attorno alla cosiddetta T, ovvero Via Indipendenza, Via Rizzoli e Via Ugo Bassi, col suo centro naturale di Piazza Maggiore. A questo nucleo "primitivo" (in realtà Via Indipendenza è stata creata solo a fine '800, prendendo il posto dell'antica Via Galliera) si sommano altri due snodi fondamentali: Piazza di Porta Ravegnana (da cui dipartono Via Zamboni, Via San Vitale, Strada Maggiore, Via Santo Stefano e Via Castiglione) e Piazza Malpighi (dove iniziano Via delle Lame, Via San Felice, Via del Pratello e Via Sant'Isaia). Si forma così una pianta di tipo radiale, che è stata sconvolta solo tra XIX e XX secolo con la creazione degli assi portanti di Via Marconi - via Amendola e Via Irnerio - Via dei Mille, intersecanti in Piazza dei Martiri.
All'interno del centro storico si possono distinguere diverse aree, spesso legate alle singole porte e alle strade che le attraversano, come ad esempio la zona del Pratello o la zona universitaria legata a Via Zamboni.

## Storia

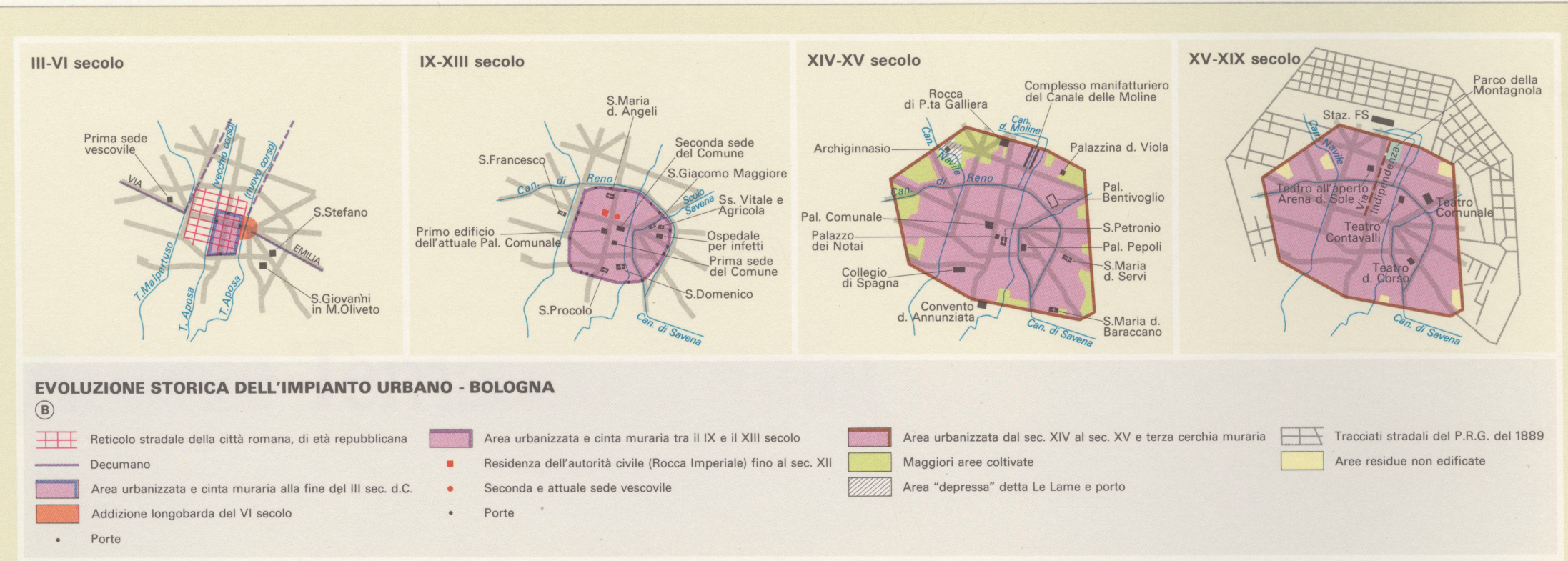
Evoluzione urbanistica di Bologna dalla tarda antichità all'inizio del XIX secolo

### Bologna romana
Se i primi insediamenti di origine villanoviana occupavano un'area più vasta tra il Reno e l'Idice, è con l'occupazione etrusca e successivamente celtica che viene a formarsi un nucleo urbano presso l'attuale centro storico.
Tuttavia solamente con la fondazione romana della colonia di Bononia nel 189 a.C. il nucleo abitativo assume una più marcata connotazione urbana. Contestualmente all'istituzione della colonia viene completata la Via Emilia, che transita all'interno della città e il cui tratto urbano funge da decumano massimo; Il cardo massimo si trovava all'incirca sulle attuali Via Galliera e Via Val d'Aposa o, secondo un'altra ipotesi, su i primi tratti delle attuali via Indipendenza e via D'Azeglio. Resti del basolato che rivestiva il decumano sono stati ritrovati nel corso di più scavi archeologici, l'ultimo dei quali nel 2015.
La città si estendeva tra il torrente Aposa e il Rio Vallescura, per poi successivamente lentamente espandersi al di fuori in età imperiale. Il suo centro, con i principali edifici pubblici, era nell'incrocio dei due assi viari principali e occupava all'incirca l'area tra le attuali Piazza Roosevelt e Piazza Maggiore, ovvero dove oggi sorge il Palazzo Comunale. Sotto la Sala Borsa sono stati ritrovati i resti di una basilica e alcuni templi.

### La contrazione altomedievale

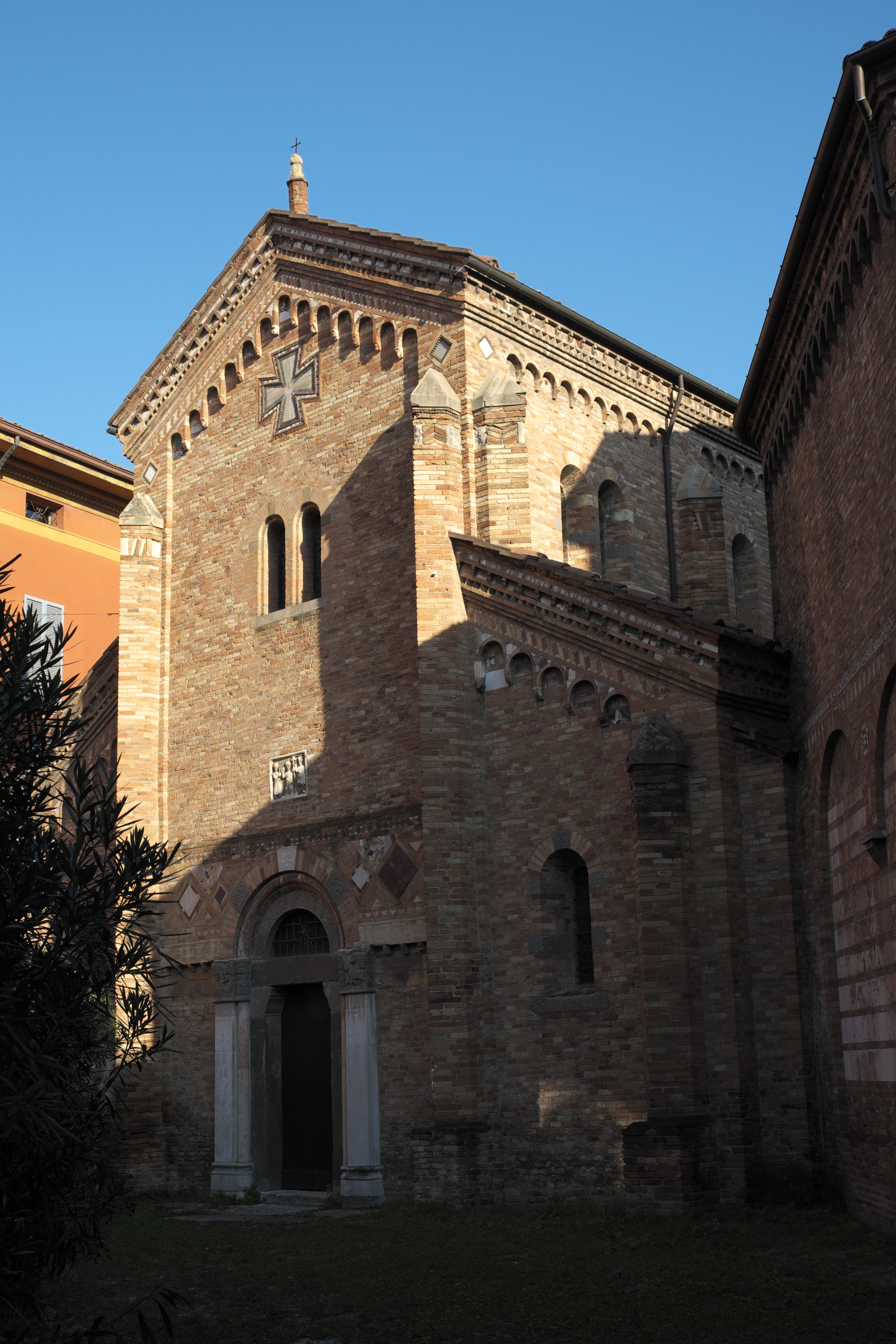
La Chiesa dei Santi Vitale e Agricola, costruita attorno al 390.

In età tardoantica e altomedievale, come in tutto il dominio romano, la superficie della città subisce un forte arretramento. Si calcola che dai 70 ettari che occupava la Bononia romana si passò ad un'area urbana di circa una ventina di ettari; Vennero esclusi soprattutto i quartieri più poveri ad ovest e a nord, determinando un nuovo assetto chiamato città retratta.
In questo periodo si colloca la costruzione della prima cerchia di mura medievale, detta di Selenite, per il materiale impiegato. Non è possibile stabilire una datazione precisa della sua edificazione e ne sono stati rinvenuti pochi tratti: i blocchi furono reimpiegati nei secoli successivi per la costruzione di nuovi edifici. Questa cerchia era di forma grossomodo rettangolare ed era dotata di quattro porte, dove nei pressi vennero poste altrettante croci che la leggenda vuole attribuirne la posa al Vescovo di Milano Ambrogio in visita in città. Si suppone che attorno all'VIII secolo, durante il dominio longobardo, ci fu un'espansione ad est oltre l'Aposa incentrata sull'attuale Piazza di Porta Ravegnana, che deve il suo nome appunto alla presenza della porta sulla strada per Ravenna.
Durante questo periodo si sviluppa in una zona al di fuori delle mura quello che oggi è il Complesso delle Sette Chiese, e all'epoca il principale luogo di culto cittadino. Di origini antichissime, si pensa che originariamente ci fosse un tempio dedicato ad Iside; In seguito il Vescovo Petronio ordinò in quel sito la costruzione di un edificio di culto dedicato a Santo Stefano, dove nei pressi era già presente la Basilica dei Santi Vitale e Agricola. Con l'arrivo dei longobardi la zona venne inclusa nell'area urbana e anche loro vollero ampliare il complesso religioso. Dopo aver subito una violenta devastazione ad opera degli ungari nel 902 e un periodo di decadenza, il centro religioso venne preso in gestione dai benedettini nel 993 che si adoperarono per ripristinare gli edifici vecchi e costruirne di nuovi. È in questo momento che nasce l'intenzione di ricostruire la Sancta Hjerusalem, ovvero il Santo Sepolcro di Gerusalemme, sulla base della Basilica costantiniana e la notizia della sua distruzione.
Nel 906 la prima chiesa sede della Diocesi, dedicata ai Santi Nabore e Felice e posta fuori dalle mura, fu divorata dalle fiamme. Conseguentemente fu edificata all'interno della cerchia di selenite la nuova cattedrale dedicata a San Pietro, sita presso la porta settentrionale che prese anch'essa il nome di San Pietro, e dove si trova tuttora.

### La ripresa bassomedievale

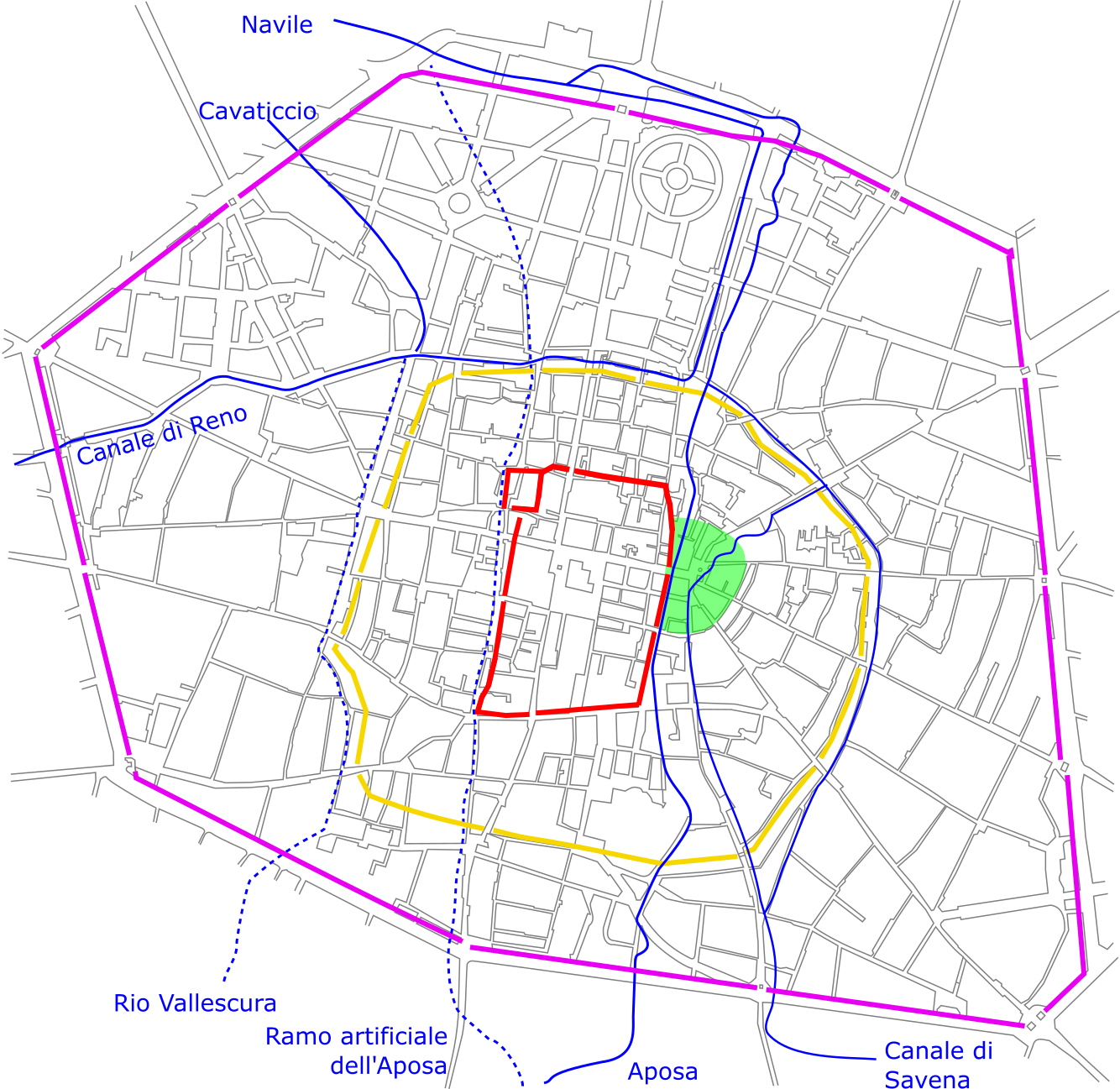
Le tre cerchie di mura che si susseguirono nel corso del medioevo: in rosso quella di selenite, in giallo quella dei torresotti, in rosa l'ultima del Trecento.

A partire dall'XI secolo Bologna conobbe una progressiva espansione, culminata con la concessione da parte dell'Imperatore Enrico V di Franconia di un diploma con il quale vengono concessi alla città alcuni privilegi. Viene considerato l'atto di nascita del Comune di Bologna.
Il cuore della città al tempo era Piazza de' Celestini, e la prima sede comunale prese posto in un palazzo non troppo lontano, nei pressi di vicolo Colombina, dove oggi è presente l'Hotel Commercianti. Di fronte sorgeva una chiesa dedicata a Sant'Ambrogio utilizzata dal comune per le riunioni e la stesura dei documenti più importanti.
Travolta dal forte sviluppo demografico ed economico, la cerchia di selenite non riesce a contenere l'espansione urbana, e a questo proposito intorno metà del XII secolo fu innalzata una seconda cinta muraria chiamata del Mille o dei Torresotti, poiché le porte erano sormontate da una torre difensiva. Nel 1176 la costruzione del Canale di Savena permise di circondare le mura a est e a nord, a mo' di fossato.
In questo stesso periodo si edificano numerose torri che caratterizzano ancora oggi il paesaggio urbano. La più famosa è la Torre degli Asinelli, che assieme alla Garisenda sorge in un punto strategico in città, Piazza di Porta Ravegnana. Costruite dal potere pubblico per scopi difensivi, o dalle singole famiglie per dimostrazione di potenza, cessarono di essere edificate per via della stringente legislazione duecentesca che individuava in esse pericolosi strumenti contro l'ordine pubblico. Nel corso del tempo subirono crolli, distruzioni e mozzamenti che ne ridussero il numero alle attuali 22.
La ripresa socioeconomica fu favorita dall'Università e la forte presenza dei suoi studenti. La richiesta di alloggi portò all'esplosione di un fenomeno già presente dall'XI secolo: la costruzione dei portici. Infatti, similmente alle altre città europee del periodo, l'espansione urbana si verificò anche tramite la superfetazione delle costruzioni, prima tramite sporti e beccadelli, successivamente trovando nel portico un compromesso tra l'ampliamento degli edifici e la preservazione del suolo pubblico. A Bologna, differentemente che altrove, la legislazione cittadina preservò i portici tramite norme urbanistiche, come quelle del 1250 e del 1288.

### L'età d'oro: il Duecento

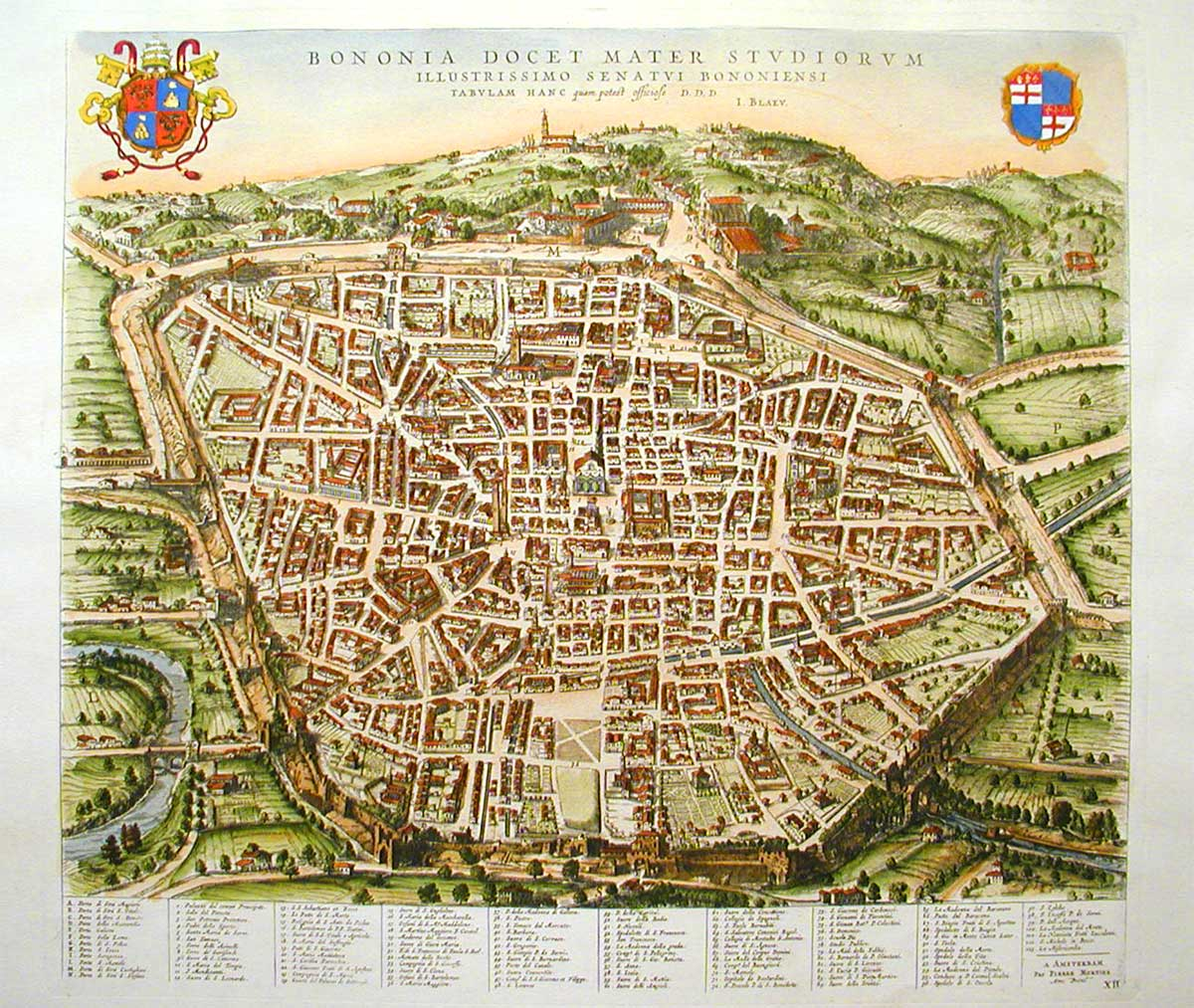
Bologna nel 1640 in una carta di Joan Blaeu.

Ma il periodo di maggior splendore e prosperità della Bologna medievale è sicuramente il XIII secolo. La cerchia dei torresotti infatti risultava già troppo stretta per il centro urbano e si inizia a progettare un'ulteriore cinta muraria che comprendesse anche i borghi esterni. Completata solamente nel XIV secolo è l'ultima cerchia di mura cittadine realizzata, che contraddistingue ancora oggi l'assetto urbanistico del centro storico.
Nel 1200 viene aperta Piazza Maggiore dato che la vecchia piazza era insufficiente ad ospitare le attività mercantili e politiche; Contestualmente viene costruito sul lato nord il Palazzo del Podestà per accogliere gli uffici comunali. Successivamente verranno ad aggiungersi altri edifici: il Palatium novum nel 1244, che qualche anno dopo diventando il carcere di Re Enzo di Sardegna ne darà il nome; Sempre a metà secolo il Palazzo del Capitano del Popolo, mentre nel 1259 verrà innalzata la Torre dell'Arengo. Ma anche i nuovi edifici risulteranno insufficienti per le funzioni amministrative e il comune nel 1287 compra alcune abitazioni sul lato ovest della piazza, tra cui la torre che appartenne al giurista Accursio, per costruire il Palazzo della Biada, primo embrione del Palazzo Comunale.
Man mano durante il XIII secolo vennero aperti altri spazi dedicati alle attività commerciali: nel 1219 il comune compra un terreno posto al di fuori della cerchia dei torresotti per adibirlo a mercato del bestiame, l'attuale Piazza VIII Agosto. Altri mercati si svolgevano prezzo Piazza di Porta Ravegnana e nell'area del Mercato di Mezzo, il cui nome deriva appunto dalla posizione intermedia tra i mercati di Piazza Maggiore e di Porta Ravegnana.
Nel duecento continuano le importanti opere di canalizzazione, iniziate nel secolo precedente con l'apertura del Canale di Savena. Nel 1208 iniziarono i lavori per convogliare le acque del Fiume Reno dalla Chiusa di Casalecchio fino in città, frutto di un accordo tra la società dei Ramisani e il Comune. 
La crescita dei traffici commerciali richiedeva anche strutture per la navigazione fluviale, cosa che comportò già a partire dal XI secolo l'apertura di un porto che collegasse Bologna al mare Adriatico. Il primo porto, detto del Maccagnano, era situato al di fuori dell'attuale Porta Lame, ma dato che era soggetto a interramenti continui fu spostato tra il XII e il XIII secolo a Galliera, per poi tornare nella sede originaria nel 1221. In quell'anno infatti venne costruito il nuovo Canale Navile che riceveva le acque del Canale del Cavaticcio ma anche di quello del Reno. Tuttavia non durò a lungo e il porto venne di nuovo spostato verso Corticella.
Il Duecento è anche il periodo in cui si costruiscono le grandi chiese dei nuovi ordini religiosi, sorte tutte ai margini dell'allora centro urbano: nel 1240 viene terminata la Chiesa di San Domenico dove nel 1221 era morto Domenico di Guzmán; Nel 1263 si concludono i lavori della Chiesa dei Francescani, nel 1267 inizia la costruzione di San Giacomo Maggiore sede degli Agostiniani.

### La crisi: il Trecento
Il XIV secolo è un periodo di declino per la città. In seguito alla Sconfitta di Zappolino contro i modenesi il comune entra in crisi. Inizia così la sottomissione della città prima al Papato e poi ai Visconti signori di Milano.

## Amministrazione

I quattro quartieri in cui era suddiviso il centro storico di Bologna tra il 1966 e il 1985.

Alla creazione dei quartieri nel 1962 il centro storico era compreso interamente nel quartiere Centro; Tuttavia nel giro di quattro anni venne smembrato tra i quartieri Marconi, Malpighi, Irnerio e Galvani.
Nel 1985 le quattro zone furono aggregate ai quartieri San Vitale, Santo Stefano, Saragozza e Porto; in seguito alla riforma del 2016 il centro storico risulta diviso tra i quartieri Porto-Saragozza per la metà occidentale e Santo Stefano per quella orientale.